# Saison 2 de Jack Ryan
Chronologie
Saison 1
Cet article présente le guide des épisodes de la deuxième saison de la série télévisée américaine Jack Ryan.

## Synopsis
Après avoir repéré une présumée cargaison d’armes illégales au cœur de la jungle vénézuélienne, l’agent de la CIA Jack Ryan mène l'enquête en Amérique du Sud. Alors que les investigations de Jack menacent de révéler au grand jour une vaste conspiration, le Président du Venezuela lance une contre-attaque qui frappe de plein fouet Jack et ses collègues entraînant l’équipe dans une mission internationale à travers les États-Unis, la Russie et le Venezuela pour démêler le complot du Président et apporter la stabilité dans un pays au bord du chaos.

## Distribution

### Acteurs principaux
- John Krasinski (VF : Stéphane Pouplard) : Jack Ryan
- Wendell Pierce (VF : Thierry Desroses) : James Greer
- Noomi Rapace (VF : Julie Dumas) : Harriett "Harry" Baumann
- Jordi Mollà (VF : Diego Asensio) : Président Nicolas Reyes
- Francisco Denis : Général Miguel Ubarri
- Cristina Umaña (VF : Sophie Riffont) : Gloria Bonalde
- John Hoogenakker (VF : Loïc Guingand) : Matice
- Jovan Adepo : Marcus Bishop
- Michael Kelly (VF : Fabien Jacquelin) : Mike November

### Acteurs récurrents
- Susan Misner : Ambassadrice Lisa Calabrese (épisodes 1, 2, 3, 5, 6, 7)
- Allan Hawco : Coyote (épisodes : 3 à 8)
- David Noroña : José Marzan (épisodes : 2, 3, 5, 6, 7)
- Michael O'Neill : Sénateur Mitchell Chapin (épisodes : 1, 2, 4, 6, 8)
- Victor Rasuk : Disco (épisodes : 3 à 8)
- Tom Wlaschiha : Max Schenkel (épisodes : 1, 2, 4, 5)
- Arnold Vosloo : Jost Van Der Byl (épisodes : 2, 3, 7, 8)
- Eduar Salas : Mateo Bastos
- Marcela Vanegas : Cassandra Ubarri (épisodes : 1, 2, 3, 4, 5, 7, 8)
- Gonzalo Vivanco : Sergio Bonalde (épisodes : 3, 7, 8)
- Paula Castaño : Valentina Rojas (épisodes : 3 à 8)
- Sergio Pinto : Rodrigo (épisodes : 3 à 5)
- Oscar Glezz : Hector Sandoval (épisodes : 1, 4, 7)
- Coraima Torres : Claudia Reyes (épisodes : 2, 4, 7)
- Kevin Kent : Savage (épisodes : 3, 7, 8)
- Sara Lasprilla : Iliana Bonalde (épisodes : 3, 4, 8)

Référence 

## Diffusion
La saison a été diffusée le 31 octobre 2019 sur Amazon Prime Video. La version française est sortie en même temps que la version originale,.

## Épisodes

### Épisode 1: Cargo
- États-Unis : 31 octobre 2019 sur Amazon Prime Video
- France : 31 octobre 2019 sur Amazon Prime Video

- Lev Gorn : Général Mikhail Pelevin
- Benito Martinez : Sénateur Moreno
- Torres : Hugo
- Whaley : Carter Estes
- Aksyonova : Irina
- Lisa Connell : Kenna
- Laura Giraldo : Maria Ubarri
- Jessica Leccia : Vanessa Moreno
- Castañeda Lopez : Margarita
- Liam Scott : Oscar
- Angarita : Capitaine Filiberto Ramos
- Jackson Harper : Xander William
- Lidia Porto : Monica Herrera

### Épisode 2: Tertia Optio
- États-Unis : 31 octobre 2019 sur Amazon Prime Video
- France : 31 octobre 2019 sur Amazon Prime Video

- Donna Biscoe : Yvonne Bishop
- John S. Davies : Ken
- Gustavo Angarita : Capitaine Filiberto Ramos

### Épisode 3: Orénoque
- États-Unis : 31 octobre 2019 sur Amazon Prime Video
- France : 31 octobre 2019 sur Amazon Prime Video

- Esteban Díaz : Carlos Bonalde
- Angelica Larrazabal : Lara

### Épisode 4: Paré pour Tuer
- États-Unis : 31 octobre 2019 sur Amazon Prime Video
- France : 31 octobre 2019 sur Amazon Prime Video

- Alexander Aguilar : Anselmo
- Sasha Clarke : Paris
- Leonardo Marmolejo : Capitaine Raul Jimenez
- Sam Marks : Paul
- Anthony Head : Rupert Thorne
- Neil Stuke : Jeremy Bright

### Épisode 5: L'Or Bleu
- États-Unis : 31 octobre 2019 sur Amazon Prime Video
- France : 31 octobre 2019 sur Amazon Prime Video

- Áine Rose Daly : Annabelle Schenkel
- Sebastian Blunt : Agent Sutton
- Laura Giraldo : Maria Ubarri
- Michael Grady-Hall : Agent Manville
- Anthony Head : Rupert Thorne
- Jackson Harper : Xander William
- Neil Stuke : Jeremy Bright

### Épisode 6: Persona Non Grata
- États-Unis : 31 octobre 2019 sur Amazon Prime Video
- France : 31 octobre 2019 sur Amazon Prime Video

- Raul Torres : Hugo
- Lidia Porto : Monica Herrera

- Persona non grata désigne dans le langage diplomatique un diplomate qui n'est pas le bienvenu dans un pays, ce qui entraine son expulsion. Ce statut peut aussi être appliqué à tout individu, se traduisant alors par son interdiction d'entrée dans le pays.

### Épisode 7: Dios y Federacion
- États-Unis : 31 octobre 2019 sur Amazon Prime Video
- France : 31 octobre 2019 sur Amazon Prime Video

- Simon Dwyer-Thomas : Ethan
- Leonardo Marmolejo : Capitaine Raul Jimenez

- Le titre de l'épisode est la devise nationale du Venezuela.

### Épisode 8: L'Homme à Abattre
- États-Unis : 31 octobre 2019 sur Amazon Prime Video
- France : 31 octobre 2019 sur Amazon Prime Video

- Esteban Díaz : Carlos Bonalde
- Rick Kain : Agent Wolff